# Tricholabus nortonii
Tricholabus nortonii är en stekelart som först beskrevs av Cresson 1867.  Tricholabus nortonii ingår i släktet Tricholabus och familjen brokparasitsteklar. Inga underarter finns listade i Catalogue of Life.